# Frappes iraniennes d'octobre 2024 contre Israël
Pour un article plus général, voir Conflit Iran-Israël de 2024.
Conflit Iran-Israël de 2024
Les frappes iraniennes d'octobre 2024 contre Israël, aussi appelées opération Promesse honnête 2, sont menées le 1er de ce mois par l'Iran au moyen de missiles lancés sur Israël en au moins deux vagues,. Les frappes visent des installations militaires, dont la base de Glilot (he) au nord de Tel-Aviv, où se trouve le siège du Mossad et de l’unité 8200, ainsi que plusieurs bases militaires de la même région[réf. non conforme]. Des explosions sont entendues au-dessus de Tel-Aviv et de Jérusalem. L'armée israélienne confirme que plus de 180 missiles sont tirés par l'Iran et selon Beyrouth il s'agirait de plus de 400 engins balistiques. Les missiles sont pour la plupart interceptés par Israël et ses alliés (États-Unis, France, Royaume-Uni, Jordanie). Un Palestinien est tué à An-Nuway'imah et plusieurs autres sont blessés par des fragments de missile à Jéricho, en Cisjordanie occupée, où les habitants ne bénéficient pas d'abris antiaériens.
Cette attaque est lancée en réponse à l'assassinat par Israël du chef du Hamas Ismaël Haniyeh le 31 juillet 2024 à Téhéran et du secrétaire général du Hezbollah, Hassan Nasrallah lors du bombardement du siège de l'organisation le 27 septembre. Elle est aussi une réaction à l'offensive terrestre de l'armée israélienne au Liban et aux intenses bombardements que subit ce pays depuis le 23 septembre. C'est la deuxième fois que l'Iran attaque Israël sur son propre sol après le bombardement du 13 avril 2024.

## Contexte

### Frappes iraniennes en avril 2024
Le 13 avril 2024, le Corps des gardiens de la révolution islamique (IRGC) lance des attaques de représailles contre Israël avec des munitions errantes, des missiles de croisière et des missiles balistiques. L'Iran déclare qu'il s'agit de représailles à la frappe aérienne israélienne sur le consulat iranien à Damas le 1er avril, qui avait tué dix-sept personnes, dont deux généraux iraniens. Cette frappe marque la première attaque directe de l'Iran contre Israël. L'Iran envoie alors environ 170 drones, plus de 30 missiles de croisière et plus de 120 missiles balistiques vers Israël et le plateau du Golan.
Israël déclare que la coalition, qui comprend forces aériennes américaines, britanniques, françaises et jordaniennes, a détruit 99 % des armes entrantes,,, la plupart avant qu'elles n'atteignent l'espace aérien israélien,,,,. Les missiles causent des dégâts mineurs à la base aérienne de Nevatim dans le sud d'Israël, qui reste opérationnelle,,. En Israël, une fillette bédouine israélienne de 7 ans est blessée par des fragments d'un missile abattu, et 31 autres personnes subissent des blessures légères ou sont traitées pour anxiété. Cette attaque est la plus importante tentative de frappe de drones de l'histoire,. Les attaques de l'Iran suscitent des critiques de la part des Nations unies, de plusieurs dirigeants mondiaux et d'analystes politiques, qui avertissent qu'elles risquent de dégénérer en une guerre régionale à grande échelle,,,. Israël riposte en exécutant des frappes contre l'Iran le 18 avril 2024.

### Escalade récente au Moyen-Orient
Le conflit entre le Hezbollah et Israël, au lendemain de l'attaque du Hamas contre Israël le 7 octobre 2023, connait une escalade majeure à partir de septembre 2024,. Des milliers d'appareils de communication, vraisemblablement piégés par les services secrets israéliens, explosent au Liban les 17 et 18 septembre, causant des dizaines de morts, des milliers de blessés et instaurant un climat de terreur au Liban. Le 20 septembre l'armée israélienne bombarde un immeuble de Beyrouth, tuant Ibrahim Aqil, commandant de la force d'élite Redwan,, quinze autres membres du Hezbollah et soixante-et-un civils. Il s'agit alors du raid israélien le plus meurtrier au Liban depuis la guerre de 2006. Les bombardements israéliens sur le Liban deviennent massifs et particulièrement meurtriers à partir du 23 septembre 2024, provoquant des centaines de morts, des milliers de blessés et un million de réfugiés. Cette offensive culmine avec l'assassinat de Hassan Nasrallah et d'autres hauts commandants du Hezbollah le 27 septembre ainsi que de plusieurs centaines de civils lors du bombardement du quartier général de l'organisation dans la banlieue de Dahieh à Beyrouth, et de plusieurs immeubles avoisinant,. Enfin, le 30 septembre 2024, l'armée israélienne entreprend une offensive terrestre sur le Liban.
La guerre au Liban permet de conforter la popularité de Benyamin Netanyahou auprès de l'opinion publique israélienne. Le premier ministre israélien a connu une remontée de sa popularité dès avril 2024, lié à la menace d'un embrasement régional après le bombardement du consulat iranien de Damas et la faible riposte iranienne qui avait suivi. Selon Dahlia Scheindlin, spécialiste de l’analyse des sondages à Century International, think tank de Tel-Aviv, « tant que la guerre se concentrait sur Gaza, Nétanyahou a connu ses pires résultats dans les sondages. Mais il a bénéficié, avec son parti, le Likoud, de chaque étape de l’escalade régionale. L’opinion la perçoit comme une reprise de l’initiative. Elle projette une image de force, et jusqu’ici, les gens estiment qu’ils peuvent vivre avec ce risque ». Le 23 août, un sondage sur les intentions de vote donne le Likoud en tête pour la première fois depuis le 7 octobre 2023 en cas d’élections.
Les bombardements massifs sur le Hezbollah pourraient avoir pour but de conduire à une escalade amenant l'Iran à s'engager dans le conflit pour sauver son allié. Or, l'une des priorités du premier ministre israélien est d'en finir avec le programme nucléaire de l'Iran, tandis que ses alliés d’extrême droite attendent la « grande guerre qui libérera Israël de tous ses ennemis ».

## Frappes aériennes
L’Iran aurait, selon l’agence Reuters, prévenu la Russie des frappes à venir. Un responsable anonyme affirme que les États-Unis avaient également été prévenus.

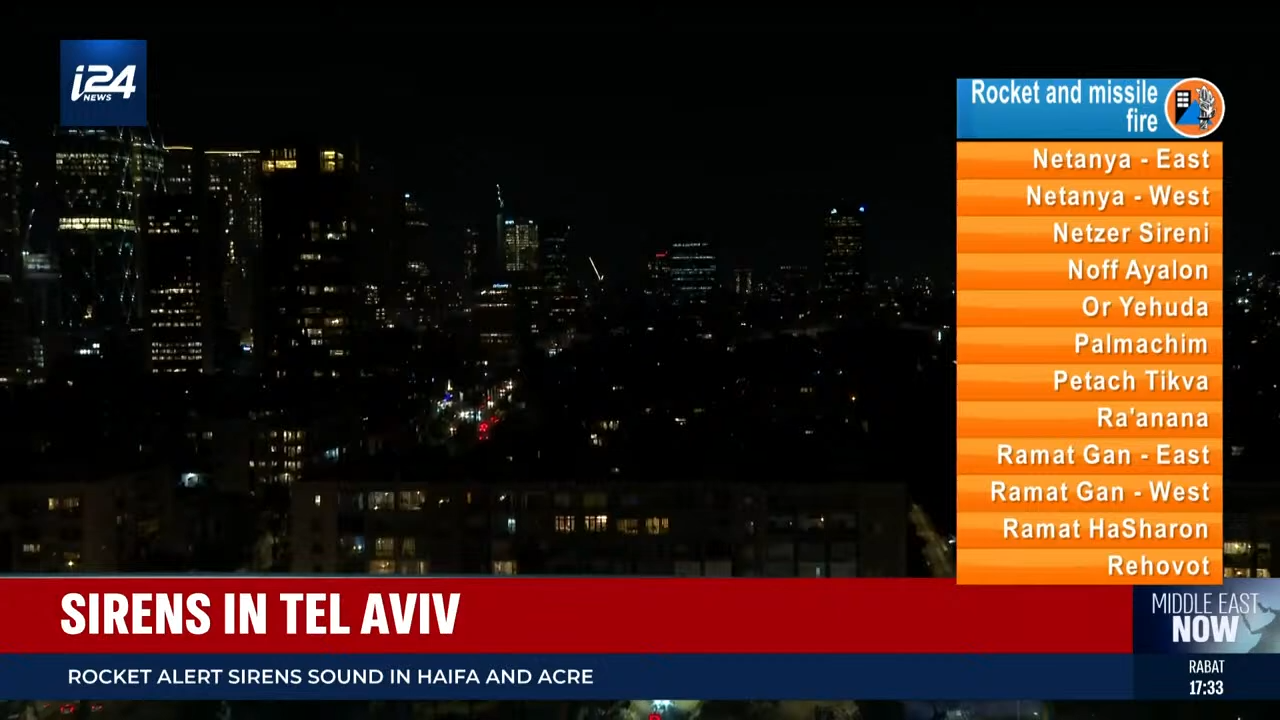
Alertes télévisées lors de l'attaque iranienne d'octobre 2024.

Avant le lancement des missiles, les États-Unis avaient averti de l'attaque. Un responsable américain a déclaré à Reuters : « Une attaque militaire directe de l'Iran contre Israël aura de graves conséquences pour l'Iran ». Des responsables anonymes du Pentagone ont déclaré que les troupes américaines stationnées au Moyen-Orient n'avaient pas été attaquées pendant l'événement.
Un communiqué de l’armée israélienne, mercredi matin, mentionnait que des préparatifs en vue des interceptions avaient débuté « plusieurs jours à l’avance » et s’étaient poursuivis « pendant et après l’attaque iranienne ».
Selon l'armée israélienne, environ 200 missiles sont tirés par l'Iran en au moins deux vagues, à l'aide de missiles hypersoniques tels que le système d'armes Fattah ou Kheibar Shekan,,. Les sites de lancement iraniens comprennent Tabriz, Kachan et la banlieue de Téhéran. Selon un haut responsable iranien, l'ordre de lancer des missiles sur Israël provient du guide suprême de l'Iran, l'ayatollah Ali Khamenei, qui se trouve dans un endroit sûr. La revendication de responsabilité de l'Iran pour l'attaque est diffusée à la télévision d'État. Dans la déclaration, il y a un avertissement selon lequel il ne s'agit que d'une « première vague », sans plus de précisions.
Deux civils israéliens sont légèrement blessés par les frappes. Plusieurs Palestiniens à Jéricho sont blessés par des fragments de roquettes. Un Palestinien de 37 ans, identifié comme Sameh Khadr Hassan Al-Asali, un ouvrier originaire de Jabalia, est tué à An-Nuway'imah par la chute d'un fragment de missile lors d'un incident filmé par des caméras de vidéosurveillance,. L'origine de l'attaque n'est pas claire.
Des images montrent que les systèmes de défense israéliens interceptent de nombreux missiles, notamment au-dessus du Mont du Temple, et des impacts sont enregistrés à quelques endroits. L'armée de l'air israélienne déclare que la capacité opérationnelle de l'armée de l'air israélienne reste intacte pendant l'attaque, ses avions, ses défenses aériennes et son contrôle du trafic aérien fonctionnant normalement, et une censure est établie. Des missiles, ou des débris de missiles, tombent à Tel-Aviv, Dimona, Hora, Hod Hasharon, Beer-Sheva et Rishon LeZion. Des fragments sont également trouvés dans le village palestinien de Sanur, près de Jénine. Un missile frappe une zone ouverte dans le nord de Tel-Aviv, endommageant un restaurant, tandis qu'un autre cause des destructions importantes à l'école Chabad de Gedera, laissant un grand cratère.
Des vidéos géolocalisées par CNN montrent qu'un nombre important de roquettes iraniennes frappent la base aérienne de Nevatim. On ne sait pas exactement combien de dégâts cause cette attaque, les médias iraniens rapportant que plusieurs des avions les plus sophistiqués d'Israël seraient détruits, mais ne fournissant aucune preuve pour étayer cette affirmation. La base aérienne de Tel Nof semble avoir été frappée par plusieurs missiles balistiques, avec au moins un impact entraînant des explosions secondaires, très probablement dues à des munitions stockées. Le siège du Mossad près de Tel Aviv est pris pour cible mais échappe aux dégâts, le missile balistique le plus proche ayant apparemment atterri à environ 500 mètres et aucun autre impact n'étant signalé.
À Hod Hasharon, plus d'une centaine de maisons sont endommagées par des explosions de missiles et leurs éclats.
Les forces de défense israéliennes rapportent avoir intercepté « un grand nombre » de missiles, tandis que le porte-parole du Pentagone, Patrick S. Ryder (en), confirme que les destroyers de la marine américaine USS Bulkely et USS Cole ont lancé une douzaine d'intercepteurs contre des missiles iraniens. Le conseiller à la sécurité nationale Jake Sullivan mentionne que d'autres « partenaires » américains ont également contribué à contrecarrer l'attaque, mais ne précise pas qui ils sont. La RAF a également déployé 2 Typhoon et un ravitailleur depuis Chypre sans qu'ils ne puissent intercepter les missiles balistiques. La Jordanie déclare que ses défenses aériennes ont intercepté des missiles et des drones au-dessus de l'espace aérien jordanien au cours de l'incident.

## Réactions
En réponse à l'attaque, Israël, l'Irak et la Jordanie ont fermé leur espace aérien. Israël a également rapporté que son cabinet de sécurité se réunissait dans un bunker à Jérusalem.

### Israël
Le premier ministre, Benyamin Nétanyahou, a déclaré : « L’Iran a commis une grave erreur. Et il va payer pour cela. Le régime de Téhéran ne comprend pas notre détermination à nous défendre et à faire payer le prix fort à nos ennemis. » Le ministre israélien des Finances (en), Bezalel Smotrich, a commenté la situation en déclarant : « L'Iran regrettera ce moment, comme le Hezbollah, l'État du Liban et Gaza ». Le ministre de la Défense israélien Yoav Gallant a menacé l'Iran dimanche de frappes similaires à celles menées « à Gaza et Beyrouth. »

### Iran
Le chef d’état-major des armées iranien, Mohammad Bagheri, a prévenu que, si Israël ripostait sur son territoire, un barrage de missiles de la république islamique d’Iran « serait répété avec une plus grande intensité » et que, cette fois-ci, « toutes les infrastructures du régime seraient visées ».

### Internationales
- Allemagne : La ministre des Affaires étrangères Annalena Baerbock condamne les frappes iraniennes dans les termes les plus forts" et appelle à une cessation immédiate des attaques. Elle ajoute que l'Iran « pousse la région encore plus loin vers le bord du gouffre ».[réf. souhaitée]
- Argentine : Le gouvernement condamne l'attaque « dangereuse et injustifiée » contre Israël et réaffirme qu'Israël a « le droit à la légitime défense »[61].
- Australie : Le Premier ministre Anthony Albanese condamne l'attaque, la qualifiant de « dangereuse escalade »[62].
- Espagne : Le Premier ministre Pedro Sánchez condamne l'attaque et demande que « cette spirale de violence » cesse, tout en appelant une fois de plus à un cessez-le-feu à Gaza et au Liban[63]. L'Espagne est l'une des principales nations européennes dans la défense de la Palestine et l'une des voix les plus critiques à l'égard des actions du gouvernement de Netanyahou à Gaza et au Liban[64],[65].
- Finlande : La ministre des Affaires étrangères Elina Valtonen condamne l'attaque, appelant les deux parties à faire preuve de la plus grande retenue[66].
- France : Le président Emmanuel Macron condamne fermement l'attaque, affirmant que l'armée française est « engagée pour la sécurité d'Israël » et que des moyens militaires au Moyen-Orient sont mobilisés pour contrer la « menace iranienne »[67].
- Japon : Le Premier ministre Shigeru Ishiba condamne l'attaque, la qualifiant d'« inacceptable » et cherchant une désescalade par d'autres moyens[68].
- Nations unies : Le secrétaire général António Guterres publie une déclaration condamnant « l'élargissement du conflit au Moyen-Orient » et appelle à la désescalade. En réponse, le ministre israélien des Affaires étrangères, Israel Katz, annonce que Guterres sera persona non grata en Israël[69]. Plus tard, lors d'une réunion d'urgence du Conseil de sécurité de l'ONU, Guterres condamne officiellement l'attaque, en mentionnant spécifiquement l'Iran[70],[71].
- Royaume-Uni : Le Premier ministre Keir Starmer condamne « l'agression » de l'Iran contre Israël et les tentatives de l'Iran de « nuire à des Israéliens innocents », affirmant que le Royaume-Uni soutient Israël et reconnait son « droit à la légitime défense »[72]. Le secrétaire à la Défense John Healey confirme que les forces armées britanniques « ont joué leur rôle » dans la défense d'Israël lors des frappes[73].
- Union européenne : Le chef de la politique étrangère Josep Borrell condamne l'attaque et déclare que l'UE s'engage à protéger la sécurité israélienne[74].